# Пеньково (Рыбинский район)
Пенько́во — деревня в Шашковской сельской администрации Назаровского сельского поселения Рыбинского района Ярославской области .
Деревня расположена на левом берегу небольшой реки Жидогость, на удалении около 0.5 км от места её впадения в Волгу. Приволжская возвышенность, на которой расположена деревня, прорезается Жидогостью, текущей в глубоком овраге с обрывистыми склонами. Выше по течению Жидогости, к северо-востоку, расположена деревня Нескучное, которая отделена от Пенькова отрогом оврага, по которому протекает безымянный левый приток Жидогости. Юго-восточнее деревни волжский берег прорезается ещё одним оврагом, глубиной 12 м, за которым расположена деревня Бавленка, последняя деревня Рыбинского района по этому берегу Волги. Таким образом, деревня расположена на возвышенности с трех сторон окруженной обрывистыми склонами. Только в северо-востоку от деревни, где нет оврагов, просёлочная дорога выходит к автомобильной дороге Шашково-Тутаев между деревнями Нескучное и Мошково .
В устье реки на 500 м южнее Пеньково, находятся археологические памятники: стоянка VI тысячелетия до н.э. - VIII века и "стоянка 2" VIII-VI тысячелетий до н.э.. Памятники обнаружены в 1974 году разведочным отрядом Верхневолжской экспедиции Института археологии АН СССР под руководством Л. В. Кольцова. Раскопки произведены в 1976 году той же экспедицией под руководством Д. А. Крайнова и Л. В. Кольцова. Находки хранятся в Институте археологии. Площадь раскопок около 200 м² .
Деревня Пенкова указана на плане Генерального межевания Романовского уезда 1790 года. После объединения уездов в 1822 году Пеньково относилось к Романово-Борисоглебскому уезду .
На 1 января 2007 года в деревне не числилось постоянных жителей . Почтовое отделение Шашково обслуживает в деревне Пеньково 4 дома .
Деревне посвящена песня "Пеньково - не Рио" группы "Чё те надо?".